# Talpiot-Est
Talpiot-Est (en hébreu : תלפיות מזרח), ou Armon HaNetziv (en hébreu : ארמון הנְציב) est un quartier israélien du sud-est de Jérusalem, établi en 1973 sur une zone conquise durant la guerre des Six Jours. Talpiot-Est fait partie des nouveaux quartiers ou sections de Jérusalem, conquis après le 7 juin 1967. La communauté internationale considère les quartiers israéliens de Jérusalem-Est comme illégaux au regard du droit international mais le gouvernement israélien conteste ce point de vue. Les services municipaux sont également disponibles pour les quartiers arabes alentour, dont Jabel Mukaber (en) et Sur Baher (en).

## Histoire
En 1928, Rachel Yanait Ben-Zvi, épouse du deuxième président de l'État d'Israël Yitzhak Ben-Zvi, y établit une ferme qui fournit une formation agricole destinée aux femmes, la première de son genre en Palestine mandataire. Avant la proclamation de la création de l'État d'Israël faite  le 14 mai 1948 à Tel Aviv, la zone était dénommée Armon HaNatziv, (en français : « palais du Gouverneur »), car le siège du haut-commissaire de l'Empire britannique était situé sur la colline où la promenade offrant une superbe vue sur Jérusalem porte toujours ce nom. De 1949 à 1967, ce quartier devient un no man's land administré par l'ONU. 
Le 8 janvier 2017, quatre soldats israéliens en excursion y sont tués dans un attentat au camion-bélier.
Presque toutes les rues de Talpiot-Est portent le nom de sionistes condamnés et pendus comme « terroristes » par les Britanniques .

## Démographie
En 2015, Talpiot-Est comptait 15 398 habitants. Principalement peuplé de jeunes couples lors de sa fondation, l'âge moyen des habitants augmente désormais. Talpiot-Est est un quartier majoritairement laïc, avec tout de même 15 synagogues.

## Découvertes archéologiques
Une tombe ancienne, découverte à Talpiot-Est lors d'un chantier immobilier, pourrait être la tombe de Jésus de Nazareth et de sa famille, selon l'étude d'un archéologue israélien, Andrey Feuerverger,  qui se fonde sur les occurrences des noms inscrits sur les ossuaires.
Un ancien aqueduc qui conduisait de l'eau depuis des sources en dehors de Jérusalem vers l'intérieur de la ville  a été découvert dans ce quartier. Ce canal, véritable prouesse d'ingénierie, a  fonctionné pendant plus de 2 000 ans.